# Haroldius fleutiauxi
Haroldius fleutiauxi är en skalbaggsart som beskrevs av Renaud Maurice Adrien Paulian 1945. Haroldius fleutiauxi ingår i släktet Haroldius och familjen bladhorningar. Inga underarter finns listade i Catalogue of Life.